# Aristaea atrata
Aristaea atrata là một loài bướm đêm thuộc họ Gracillariidae. Nó được tìm thấy ở Madagascar.
Ấu trùng ăn Rubiaceae species. Chúng có thể ăn lá nơi chúng làm tổ.